# Gustav Roob

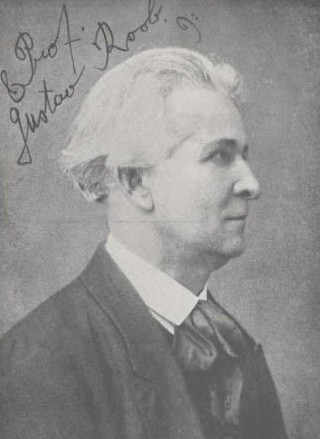
Gustav Roob

Gustav Roob (Augustin Václav Tomáš Roob) (Lochovice, toen: Lachenwitz bij Beroun, 29 januari 1879 – Karlsbad (Karlovy Vary), 11 september 1947) was een Boheems componist, muziekpedagoog, dirigent en cellist. Hij was een zoon van de violist en pianist Augustin Václav Tomáš Rob.

## Levensloop
Na de dood van zijn vader vertrok de familie naar Smíchov een wijk van Praag. Roob studeerde aan het Státní konservatori hudby v Praze in Praag met het hoofdvak cello en compositie onder andere bij Antonín Dvořák. Als muzikant was hij eerst lid in de militaire kapel van het infanterie-regiment nr. 88 in Praag. In 1900 werd hij kapelmeester, de jongste in Oostenrijk-Hongarije, van de militaire kapel van het infanterie-regiment nr. 63 in Bistriţa en bleef in deze functie tot 1903. Na de Eerste Wereldoorlog was hij als cellist lid van het Tsjechisch Filharmonisch Orkest en later van het orkest van het Duitse theater. Roob werkte ook 30 jaar met het poppentheater Sokola in Praag samen.
Hij was ook muziekleraar in de familie van vorst Max Egon II. zu Fürstenberg (1863-1941) in Lány (okres Kladno). De laatste levensjaren woonde hij in Hořovice.
Als componist schreef hij een groot aantal werken, rond 380 composities, symfonieën, cantates, opera's, operettes, balletten en kamermuziek. Het is jammer dat er uitsluitend maar manuscripten van bestaan en nauwelijks is gepubliceerd.

## Composities

### Werken voor orkest
- 1905 Rumunská suita (Roemeense suite), op. 30
- 1906 rev.1909 Svatební košile, symfonisch gedicht
- 1911 Tajemná hrana, op. 38
- 1928 Bitva u Lipan (De slacht van Lipan), op. 290
- 1928 Mír (Vrede)
- Symfonie in fis klein/g klein
- 4 dramatische ouverturen
- dansen

### Muziektheater

#### Opera's
| Voltooid in        | titel                                                    | aktes   | première                               | libretto                    |
| ------------------ | -------------------------------------------------------- | ------- | -------------------------------------- | --------------------------- |
| 1909-1910          | Krista (Christus)                                        | 3 aktes |                                        | B. Ludvík                   |
| 1909               | Skaláci, op. 46                                          | 1 akte  | 29 november 1929, Pilsen               | B. Ludvík                   |
| 1909               | Srdce Pikangovo, op. 51                                  | 1 akte  | 14 augustus 1918, ?, Vinohrady Theater | Jul. Zeyer                  |
| 1910-1911 rev.1926 | Host, op. 54                                             |         | Q. M. Vyskočil                         |                             |
| 1918               | Ovčákova kletba, op. 76                                  | 3 aktes |                                        |                             |
| 1919               | Mrtvý vítěz, op. 81                                      | 1 akte  |                                        | M. Richardi                 |
| 1921               | Ve tmách života (In de duisternis van het leven), op. 94 | 3 aktes |                                        | Arnošt Czech z Czechenherzů |
| 1924               | Duše zvonů                                               | 3 aktes | maart 1924                             | Q. M. Vyskočil              |
| 1924               | O vůdcovství, op. 214                                    | 5 aktes |                                        | Q. M. Vyskočil              |
|                    | Babiččina Viktorka, op. 97                               | 5 aktes |                                        | Fr. Heran                   |

#### Balletten
| Voltooid in | titel                                        | aktes            | première | libretto       | choreografie |
| ----------- | -------------------------------------------- | ---------------- | -------- | -------------- | ------------ |
| 1910        | Paní Modrovouska (Vrouw Modrovouska), op. 58 | Proloog, 3 aktes |          | Q. M. Vyskočil |              |
| 1917        | Frýdštejn, op. 66                            | 4 aktes          |          |                |              |
| 1918        | Z mé duše (Vanuit het ziel), op. 79          | 4 aktes          |          |                |              |
| 1926        | Bílý páv, op. 260                            |                  |          | Q. M. Vyskočil |              |

### Werken voor koren
- 1912 5 mužských (5 mannenkoren)

### Liederen
- Romantické sny (Romantische dromen), op. 47 - tekst: K.H. Macha
- Dvě písně (Twee liederen), op. 48 - tekst: J. B. Shelley
- Štěstí (Het geluk) - tekst: Q. M. Vyskočil
- Na ztlumených strunách, op. 63 - tekst: Lešehrad
- Dědovy písně (Liederen van grootvader), op. 129

### Kamermuziek
- 1909 6 Morceaux caracteristiques, voor viool en piano, op. 3
  1. Notturno
  2. Valse d'amour
  3. Souvenir
  4. Au ruisseau
- 1921 Humoreska, voor cello en piano, op. 124
- 1923 Česká humoreska, voor viool en piano
- Notturno, voor viool, cello, harp en strijkkwartet, op. 21
- Vytvořil
- Pathetický kvartet

### Werken voor piano
- 1917 Zvuky melancholie, op. 25
- 1917 Poetické nálady op. 27
- 1918 Humoreska
- 1919 V zlatých strunách
- 1920-1925 4 poetické nálady, op. 212
- 1921 Notturna I. a II.
- 1923 Miniatury, op. 74